# Сестри Маринети
Сестри Маринети е мъжко трио от травестити. Техните артистични имена са Меркурия, Турбиния, Шинтила.
Групата, чието име се отнася до това на основателя на футуризма, Филипо Томазо Маринети, има в репертоара си суинг песни композирани от известни автори на тридесетте години и с течение на времето станали евъргрийни, като Il pinguino innamorato, Ma le gambe, Tulipan и „La gelosia non è più di moda“, първоначално изпълнени от Трио Лескано, и „Non sei più la mia bambina“, която била пусната на времето от Делиа Лоди.
Стилът на пеене на групата е вдъхновен от този на трио Лескано – първата женска вокална група в Италия, която пее с техниката „хармонизирано пеене“, вече използвана през двадесетте години от „Босуел Систърс“ от Ню Орлиънс.

## История
Избрани с кастинг на изпълнителния продуцент Джорджо Боцо, певците/актьорите, които днес формират групата на Сестри Маринети, са въведени в света на забавленията като преобразуватели за рецитираните части в шоуто „Gennaro Cosmo Parlato“, продуцирано от Боцо.
Впоследствие, през март 2006 г., с раждането на „Сестри Маринети“ триото е поверено на Кристиан Шмиц за подготовката на вокалите.

## Дискография
- Non me ne importa niente
- L'uccellino della radio
- Camminando sotto la pioggia
- Il pinguino innamorato
- Ultimissime
- Non sei più la mia bambina
- Bei mir bist du schoen
- Romantico slow
- Tulipan
- Ma le gambe
- La gelosia non è più di moda
- Sei troppo piccola
- Cher medley (Believe / Dovè l'amore / If I could turn back time)
- I know why (and so do you)